# The Songs Remain the Same
The Songs Remain the Same è il secondo album del gruppo jazz italiano Doctor 3, registrato il 15 e il 16 giugno del 1999 e pubblicato nello stesso anno.

## Tracce
1. Song 1
  - a) Danny Boy – 02:00 (Traditional)
  - b) Bye Bye Blackbird – 03:47 (Ray Henderson)
2. Put the Blame on Mame - 04:40 (Fisher, Roberts)
3. Song 2
  - a) I Vow to Thee, My Country – 02:50 (David Holst)
  - b) With or Without You – 03:45 (U2)
4. Song 3
  - a) The Endless Enigma part 1 – 00:55 (K. Emerson, G. Lake)
  - b) I Will – 03:45 (Lennon, McCartney)
5. Song 4
  - a) Stelle di stelle – 03:20 (Claudio Baglioni)
  - b) Tale nine – 01:50 (Rea, Pietropaoli, Sferra)
  - c) Vecchio frack – 02:00 (Domenico Modugno)
6. Song 5
  - a) A Salty Dog – 03:50 (Reid, Brooker)
  - b) Buzzy - 03:32 (Charlie Parker)
7. The Sheltering Sky Theme - 01:38 (Ryūichi Sakamoto)
8. Wahing of the Water - 04:18 (Peter Gabriel)
9. Have Yourself a Merry Little Christmas – 03:38 (Martin, Blane)
10. Song 6
  - a) Stairway to Heaven – 03:20 (Jimmy Page, Robert Plant)
  - b) Chim Chim Cher-ee – 02:52 (Robert B. Sherman, Richard M. Sherman)
11. A Dream Is a Wish Your Heart Makes – 03:33 (David, Hoffman, Livingston)

## Formazione
- Danilo Rea – pianoforte
- Enzo Pietropaoli – contrabbasso
- Fabrizio Sferra – batteria